# Andinoacara rivulatus
Andinoacara rivulatus is een tropische vis die ook als aquariumvis gehouden wordt. De soort behoort tot de familie van de cichliden (Cichlidae). Ze komen oorspronkelijk voor in Zuid-Amerika (onder andere Ecuador en Peru).